# Distrito de Mauriac
El distrito de Mauriac es un distrito (en francés arrondissement) de Francia, que se localiza en el departamento de Cantal, de la región de Auvernia-Ródano-Alpes (en francés Auvergne-Rhône-Alpes). Cuenta con 6 cantones y 55 comunas.

## División territorial

### Cantones
Los cantones del distrito de Mauriac son:
1. Cantón de Champs-sur-Tarentaine-Marchal
2. Cantón de Mauriac
3. Cantón de Pleaux
4. Cantón de Riom-ès-Montagnes
5. Cantón de Saignes
6. Cantón de Salers

### Comunas
| 1. Ally (15003)                           | 2. Anglards-de-Salers (15006)        | 3. Antignac (15008)             | 4. Apchon (15009)                  |
| 5. Arches (15010)                         | 6. Auzers (15015)                    | 7. Barriac-les-Bosquets (15018) | 8. Bassignac (15019)               |
| 9. Beaulieu (15020)                       | 10. Brageac (15024)                  | 11. Chalvignac (15036)          | 12. Champagnac (15037)             |
| 13. Champs-sur-Tarentaine-Marchal (15038) | 14. Chaussenac (15046)               | 15. Collandres (15052)          | 16. Drugeac (15063)                |
| 17. Escorailles (15064)                   | 18. Le Falgoux (15066)               | 19. Le Fau (15067)              | 20. Fontanges (15070)              |
| 21. Jaleyrac (15079)                      | 22. Lanobre (15092)                  | 23. Madic (15111)               | 24. Mauriac (15120)                |
| 25. Menet (15124)                         | 26. La Monselie (15128)              | 27. Le Monteil (15131)          | 28. Moussages (15137)              |
| 29. Méallet (15123)                       | 30. Pleaux (15153)                   | 31. Riom-ès-Montagnes (15162)   | 32. Saignes (15169)                |
| 33. Saint-Bonnet-de-Salers (15174)        | 34. Saint-Chamant (15176)            | 35. Saint-Hippolyte (15190)     | 36. Saint-Martin-Cantalès (15200)  |
| 37. Saint-Martin-Valmeroux (15202)        | 38. Saint-Paul-de-Salers (15205)     | 39. Saint-Pierre (15206)        | 40. Saint-Projet-de-Salers (15208) |
| 41. Saint-Vincent-de-Salers (15218)       | 42. Saint-Étienne-de-Chomeil (15185) | 43. Sainte-Eulalie (15186)      | 44. Salers (15219)                 |
| 45. Salins (15220)                        | 46. Sauvat (15223)                   | 47. Sourniac (15230)            | 48. Trizac (15243)                 |
| 49. Trémouille (15240)                    | 50. Valette (15246)                  | 51. Le Vaulmier (15249)         | 52. Vebret (15250)                 |
| 53. Veyrières (15254)                     | 54. Le Vigean (15261)                | 55. Ydes (15265)                |                                    |